# Сент Џорџ Еш
 Сент Џорџ Еш (?, Малта, 23. мај 1871 — Хејстингс, 24. јул 1922) је био британски веслач, освајач бронзане медаље на другим Олимпијским играма 1900. у Паризу. Веслао је у дисциплини скиф.
Био је члан Веслачког клуба Темза у Патнију и у 1900. био је једини веслач који је представљао Уједињено Краљевство на Летњим олимпијским играма у Паризу. Завршио је као трећи иза Ермана Барелеа и Андре Годена из Француске. Седам пута је учествовао на престижним енглеским такмичењима скифиста на Темзи: Diamond Challenge Sculls и Краљевска Хенли регате, на којој је био други 1901.
Године 1904. освојио је Wingfield Sculls веслачку трку која се сваке године одржава на реци Темзи на дужини од 6,8 км од Патније до Морталке, а 1905 и 1906. је био други. Ова трка се сматра аматерским првенством Уједињеног Краљевста за веслаче скифа.
Умро је у Хејстингсу 1922. у 59 години.